# Amt Brackwede
Das Amt Brackwede war ein Amt im Kreis Bielefeld in Preußen und Nordrhein-Westfalen. Es bestand von 1843 bis 1969. Die ehemaligen Gemeinden des Amtes gehören heute teils zur Stadt Bielefeld, teils zur Stadt Gütersloh. Die historischen Vorgänger des Amtes waren die Vogtei Brackwede und der Kanton Brackwede.

## Vorgeschichte

### Die Vogtei Brackwede
Die Vogtei Brackwede war bis 1807 eine Verwaltungseinheit im Amt Sparrenberg der Grafschaft Ravensberg, die seit dem 17. Jahrhundert zu Preußen gehörte. Zu dieser Vogtei gehörten das Kirchspiel Brackwede mit Brackwede, Brock, Quelle, Sandhagen, Senne und Ummeln, das Kirchspiel Brockhagen mit Brockhagen sowie den adligen Gütern Patthorst und Consbruch, das Kirchspiel Isselhorst mit Isselhorst, Ebbesloh, Hollen, Holtkamp und Niehorst sowie das Kirchspiel Steinhagen mit Steinhagen.

### Der Kanton Brackwede
Nachdem die Grafschaft Ravensberg 1807 an das Königreich Westphalen gefallen war, wurden neue Verwaltungsstrukturen nach französischem Vorbild geschaffen. Aus dem Gebiet der Vogtei Brackwede (ohne Brockhagen, das zum Kanton Halle kam) wurde im Distrikt Bielefeld des Departements der Weser der Kanton Brackwede gebildet, der im Jahre 1808 9.200 Einwohner hatte. Im Kanton Brackwede wurden 1808 zwei Munizipalitäten eingerichtet. Die Erste Munizipalität umfasste Brackwede, Quelle, Ummeln, Sandhagen und Senne. Die Zweite Munizipalität umfasste Steinhagen, Isselhorst, Hollen, Holtkamp, Niehorst und Ebbesloh.
Nach der Annexion großer Teile Norddeutschlands durch Frankreich änderte sich 1811 auch im Raum Brackwede die Verwaltungseinteilung. Steinhagen wechselte in den neuen Kanton Brockhagen, während die südlich des Teutoburger Waldes gelegene Bauerschaft Heepen-Senne, die spätere Gemeinde Senne II, aus dem Kanton Heepen in den Kanton Brackwede umgegliedert wurde. Der neu abgegrenzte Kanton Brackwede hatte im Jahre 1811 7.963 Einwohner.
Nach dem Ende der Franzosenzeit fiel das Ravensberger Land 1813 wieder an Preußen. Im Rahmen einer großen Verwaltungsreform wurde Preußen in neu eingerichtete Provinzen, Regierungsbezirke und Kreise gegliedert. 1816 wurde im Regierungsbezirk Minden der Provinz Westfalen der Kreis Bielefeld gebildet, der auch das Gebiet des Kantons Brackwede umfasste. In der Folgezeit wurde der Kanton Brackwede auch als Bürgermeisterei Brackwede bezeichnet.

## Das Amt Brackwede

Das Amt Brackwede im Kreis Bielefeld in den Grenzen von 1969

Mit der Einführung der Westfälischen Landgemeindeordnung von 1841 gingen aus der Bürgermeisterei Brackwede 1843 zwei Ämter hervor; das Amt Brackwede mit den sechs Gemeinden Brackwede, Quelle, Sandhagen, Senne I, Senne II und Ummeln sowie das Amt Isselhorst, bestehend aus den Gemeinden des Kirchspiels Isselhorst. Beiden Ämtern stand von Anfang an in Personalunion derselbe Amtmann vor.
Bereits 1847 wurden beide Ämter zum Amt Brackwede-Isselhorst mit Sitz in Brackwede vereinigt. Schließlich bürgerte sich für das Amt wieder der Name Amt Brackwede ein. Am 1. April 1883 schied die Gemeinde Gadderbaum-Sandhagen aus dem Amt Brackwede aus und bildete seitdem das Amt Gadderbaum. Diese Amtsgliederung hatte bis 1956 Bestand. Am 5. Juli 1956 erhielt Brackwede das Stadtrecht und schied zum 1. April 1959 aus dem Amt aus. Der Amtssitz verblieb in Brackwede. Am 14. Mai 1965 erhielt Senne II ebenfalls das Stadtrecht und wurde dabei in Sennestadt umbenannt.

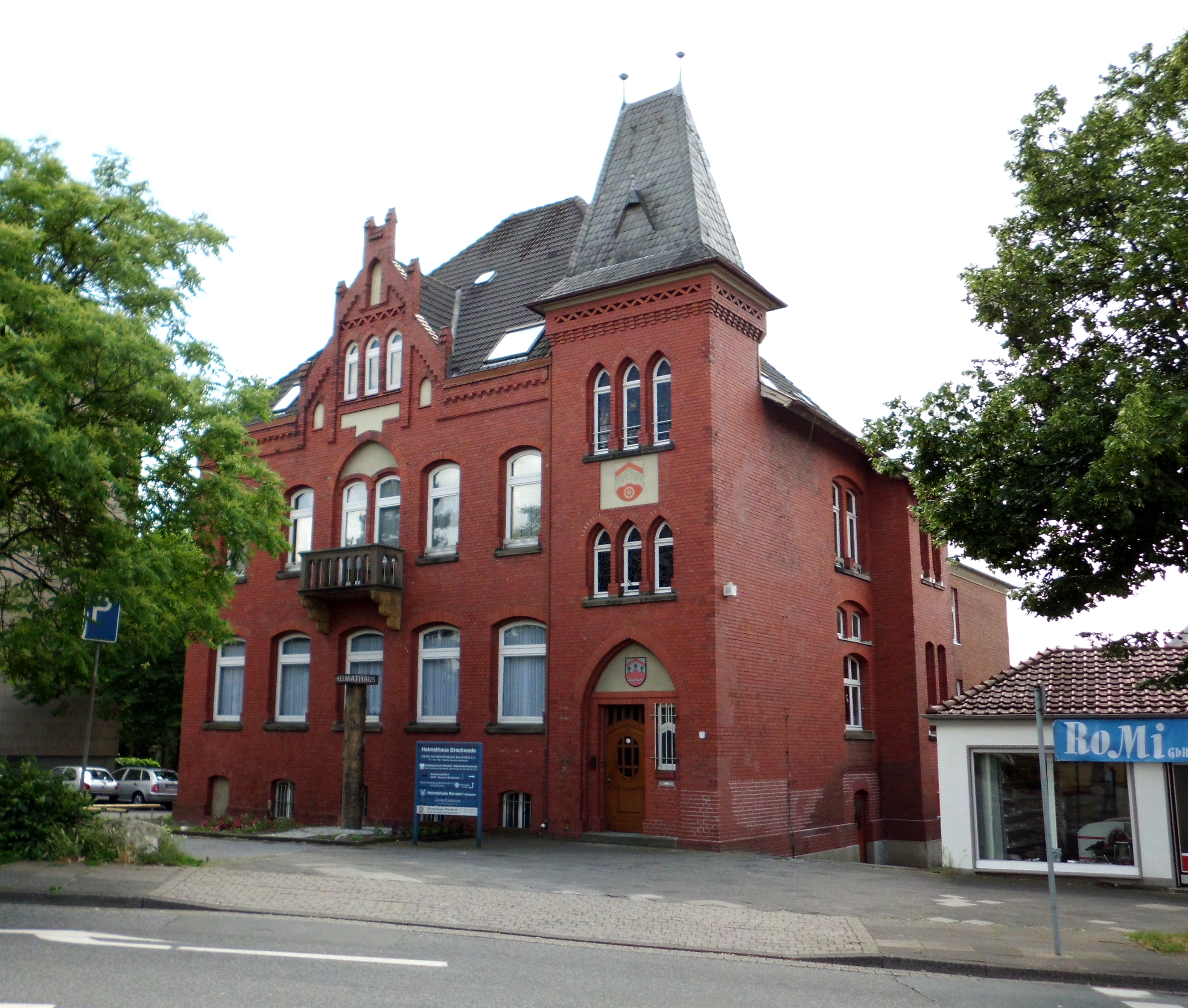
Das Brackweder Amtshaus von 1901

Von 1883 bis 1969 bestand das Amt Brackwede aus den folgenden Gemeinden:
- Brackwede (bis zum 31. März 1959 amtsangehörig)
- Ebbesloh
- Hollen
- Holtkamp
- Isselhorst
- Niehorst
- Quelle
- Senne I
- Senne II (seit dem 14. Mai 1965 Sennestadt)
- Ummeln

Im Jahre 1901 wurde in Brackwede in der heutigen Cheruskerstraße 1 ein neues Amtshaus errichtet.
Mit dem Gesetz zur Neugliederung des Kreises Wiedenbrück und von Teilen des Kreises Bielefeld wurden die kommunalen Verhältnisse im Raum Brackwede zum 1. Januar 1970 neu geordnet:
- Quelle, Ummeln und Holtkamp sowie ein kleiner Teil von Isselhorst wurden in die Stadt Brackwede eingegliedert.
- Ebbesloh, Hollen, der größte Teil von Isselhorst, Niehorst sowie ein kleiner Teil von Ummeln wurden in die damals zum Kreis Wiedenbrück gehörige Stadt Gütersloh eingegliedert.
- Das Amt Brackwede wurde aufgelöst. Sein Rechtsnachfolger wurde die Stadt Sennestadt.
- Die Gemeinde Senne I und die Stadt Sennestadt wurden amtsfrei.

Im Rahmen der kommunalen Neugliederung des Raums Bielefeld wurden Brackwede, Senne I und Sennestadt zum 1. Januar 1973 nach Bielefeld eingemeindet.

## Einwohnerentwicklung
| Jahr | Einwohner | Quelle |
| ---- | --------- | ------ |
| 1822 | 8.263     | [ 14 ] |
| 1843 | 10.943    | [ 15 ] |
| 1864 | 12.404    | [ 16 ] |
|      |           |        |
| 1895 | 14.427    | [ 17 ] |
| 1910 | 21.221    | [ 18 ] |
| 1925 | 24.708    | [ 19 ] |
| 1939 | 33.424    | [ 19 ] |
| 1950 | 49.492    | [ 20 ] |
|      |           |        |
| 1961 | 42.610    | [ 20 ] |
| 1966 | 51.807    | [ 21 ] |

Alle Einwohnerzahlen enthalten auch das Kirchspiel Isselhorst. Gadderbaum schied 1883 aus dem Amt aus und Brackwede 1959.

## Kirchliche Zugehörigkeiten
Brackwede war das Kirchdorf des evangelischen Kirchspiels Brackwede, zu dem bis ins 19. Jahrhundert Brackwede, Quelle, Sandhagen, Senne I und Ummeln gehörten. Pfarrkirche war die Bartholomäuskirche in Brackwede. Isselhorst, Ebbesloh, Hollen, Holtkamp und Niehorst gehörten zum Kirchspiel Isselhorst. Senne II gehörte bis 1855 größtenteils zum Kirchspiel Oerlinghausen, obwohl Oerlinghausen selber seit jeher zum Fürstentum Lippe gehörte. Danach gehörte Senne II bis 1881 zur Pfarre Ubbedissen, bis es schließlich 1882 selbständige Pfarrgemeinde wurde.